# Crystal Tower (Osaka)
Pour les articles homonymes, voir Crystal Tower.
La Crystal Tower (クリスタルタワー) est un gratte-ciel situé dans l'arrondissement Chuo-ku d'Osaka, au Japon. Le bâtiment fait partie de l'Osaka Business Park (OBP). La construction a commencé en avril 1988 et s'est achevée en 1990. Le bâtiment dispose de 37 étages et a une hauteur fonctionnelle de 150 mètres. Il est géré par Asahi Building.
Le bâtiment se trouve sur le côté ouest de l'O.B.P., et est accessible par la gare Osaka Business Park de la Ligne Nagahori Tsurumi-ryokuchi.